# Saujil
Saujil est une localité argentine située dans la province de Catamarca et dans le département de Pomán. Son nom signifie « Lieu de lumière » en langue Kanan du peuple amérindien autochtone.

## Histoire
Le 4 février 1898, vers 13 heures se produisit un tremblement de terre d'intensité 6,4 sur l'échelle de Richter. Il détruisit la localité, et affecta sérieusement les localités voisines de Pomán et de Mutquín. En grand désespoir et fort inquiets, les habitants invoquèrent la miséricorde du Señor del Milagro (Seigneur du Miracle), patron de la ville, ce qui fit que le séisme cessa. Depuis lors, en guise de remerciement, tous les 4 février, la population du département se réunit à Saujil pour commémorer le miracle.
Le problème est que plus personne ne se soucie de protection anti-sismique dans les constructions.

## Tourisme
- Camping Municipal et hôtel, à Saujil. Également, bassin de natation, parc, bar.

- Camping à Pomán, à 14 km de Saujil.